# Scybalocanthon pygidialis
Scybalocanthon pygidialis là một loài bọ cánh cứng trong họ Bọ hung (Scarabaeidae).